# ブラック・フライデー 奪われた生物兵器
『ブラック・フライデー 奪われた生物兵器』（ブラック・フライデー うばわれたせいぶつへいき、Black Friday）はアメリカのサスペンス・アクション作品。劇場未公開で日本ではビデオ発売された。

## ストーリー
要人暗殺の任務に就いていた米軍特殊部隊のリーダー、ディーン・キャンベルはターゲットの男を発見するが、そこには男の子供たちがおり、キャンベルは暗殺をためらってしまう。同部隊のジェイムソンは直に男を殺すようキャンベルに即すが、キャンベルは拒否し、他の部下たちもキャンベルに従い任務を放棄する。キャンベルの部隊は軍法会議にかけられ全員が軍を除隊させられてしまう。キャンベルは除隊後、優秀な弁護士として平穏な生活を送っていた。しかし、ある日いつものように帰宅すると自宅が生物兵器を持ったテロリストに占拠され、周辺を中央化学作戦本部、通称CCO（Central Chemical Operations）の部隊が包囲していた。事態を飲み込めないキャンベルにCCOは事態の解決の為に協力するよう要請する。ディーンはCCOに協力するため本部へと向かうが……。

## スタッフ
- 監督:ダレン・ドアン
- 製作総指揮:アラン・M・ソロモン
- 製作:ゲイリー・ダニエルズ、ウィリアム・ドアン、ヴァネッサ・ライトン
- 脚本:ダレン･ドアン、エバン・ジェイコブス、マシュー・リースマイアー
- 音楽:スワン・ロペス
- ファイトコーディネーター：ツヨシ・アベ
- OP曲:Stavesacre

## キャスト
- ゲイリー・ダニエルズ - ディーン・キャンベル（吹替：横堀悦夫）
- クリストファー・J・スタプレトン - ブルサード指揮官（吹替：楠大典）
- クリスファー・ジャーニー - スウィンデル
- ライアン・コス - クランストン（ジェイムソン）
- ポール・ガンニング - パーソンズ
- ツヨシ・アベ - CCOセキュリティガード